# Sパラ
Sパラ（えすぱら）は、テレビ神奈川制作で放送されていたパチスロが題材となるバラエティ番組（2005年1月 - 2006年12月28日）。番組の名称は、『エスパラ(エス・パラ)』や『S-PARA』と表記される事もあるが、どの表記が正式名称なのかは今ひとつはっきりしていない。放送内や15秒スポットでは『Sパラ』の表記が一番多かった。
幾度か放送曜日や時間などが変更されたが、毎週木曜日の25時15分から25時45分に放送されていた。

## 番組内容
- 『パラダイスランド』にある『ゲチェナ城』に住む2人の姫に、お妃様の『レインボー7ダイヤ』を相続させるため、スロット修行と称してゲストとパチスロで対戦する。
- 姫が勝利すれば、番組スポンサーである千歳観光系列のホール6店舗において『パラダイスシート』という高設定の台が開放される。
- ゲストが勝利すると、敗れた姫には様々なお仕置きが待っている。(例…寸止めビンタ、変顔、編集でモザイクをかけられたり別の画像で隠されたりする、等)
- 月に1度くらいのペースでスタジオを飛び出し、お妃様がリフレッシュするためにゲストと対戦したり、お姫様同士のバトルが公開録画で行われていた。

## 出演者
- パラダイスランドの住人
  - お妃様…もちづきる美（対戦成績：5戦3勝2敗0分）
  - 奈々子姫(姉)…藤崎奈々子（対戦成績：38戦19勝18敗1分（姫様同士の直接対決は含まず））
  - 恵里佳姫(妹)…山川恵里佳（対戦成績：37戦22勝15敗0分（姫様同士の直接対決は含まず））
- パラダイスガール(番組アシスタント)
  - 竹内綾香…現在一番高い頻度で出演している。

不定期でアシスタントが変更される場合があったり、公開録画の際はアシスタントが2人の場合もある。

他には解説者として、千歳観光系列のホールの主任・班長クラスの店員とパチスロ台のメーカー社員が参加する。番組ではお妃様と解説者で番組を進行する。

## エピソード
- お妃様のもちづきる美はプライベートでもかなりのパチスロ好きで、この番組や他のパチスロ番組でもその腕前を遺憾なく発揮させてはいるのだが、北斗の拳SEとは相性が悪いらしく、「諭吉（1万円を指す隠語のようである）、帰って来い!!」と絶叫するほどスランプに陥っているようである。
- 奈々子姫こと藤崎奈々子は、プライベートでパチスロを打つ事はないとの事。そのため技術的には今でもさほど上達はしていないようだが、山佐のジャイアントパルサーでは一発でボーナス絵柄を目押ししたり、リプレイ外しもそこそここなすようになるなど、対戦するゲストも一目置くようになってきた。様々な機種の中でも沖スロが大好きとの事で、実際の対戦でも相性がいい所を見せた。番組内では独特の頼りなくおっとりした雰囲気を醸し出しつつ、ぼんやりしていたらいつの間にか『リーチ目』を出現させたり、よそ見していたらいつの間にか『ビッグボーナス』絵柄を揃えていたりする。またレギュラーボーナスがものすごく嫌いで、『小っちゃいボーナス』とか『しょぼいやつ』と呼んでいる。時には「しょぼい当たりは本当に嫌いなんですよねぇ…」と露骨に嫌な表情を見せる事もある。
- 恵里佳姫こと山川恵里佳も、プライベートでは一切スロットをしないとの事。そのため奈々子姫同様、技術的にはさほど上達していない。番組開始当初に池谷直樹と対戦するが、初心者で目押しが出来なかったために全く相手にならなかった。今では全く目押し出来ないという状態は脱したが、池谷と再戦した時に目押し上達の成果を見せるどころか、「あんまり(目押しの腕前が)変わってへんがな。」と軽く一蹴される。勝負も池谷の圧勝で終わった。また公開録画によるお姫様対決の時に、ボーナス絵柄を目押し出来なかった事がたびたびあり、お妃様や収録ホールに来ていたお客さんに目押ししてもらったりしていた。番組内ではいつもハイテンションで、ビッグボーナスであってもレギュラーボーナスであっても、とりあえずテンションを上げて大喜びする。元気いっぱいなキャラクターとして盛り上げているが、対戦相手がセクシーなグラビアアイドルだった場合は、カメラアングルが自分の場合と明らかに違う事に対して嫉妬する事もある。
- お姫様同士の対戦は3勝2敗で奈々子姫の勝ち越しとなった。